# タクシードライバー (1931年の映画)
『タクシードライバー』（原題：Traffic Troubles）は、ウォルト・ディズニー・プロダクション（現：ウォルト・ディズニー・カンパニー）が制作したアニメーション短編映画作品。公開は1931年3月17日。ミッキーマウスの短編映画シリーズの一作品である。

## あらすじ
車がたくさん走る街中の荒れ道をタクシードライバーのミッキーがタクシーを走らせる。客を呼び込むために荒い運転をするミッキーの横を追い越す車が通り過ぎていく。道端でタクシーを呼ぶ客の存在に気付いたミッキーは道のど真ん中でタクシーを止め、大渋滞を引き起こし警官に叱られるも、めげずに客を乗せ出発していく。途中乱暴な運転で車を追い抜く小さい車とデッドヒートを繰り広げるが、あまりの荒れ道にタクシーは衝撃で分解し、せっかくの客を客席ごと置いてけぼりにしてしまった。
気を取り直しミッキーが道端にタクシーを止め客を待っていると、音楽のレッスンに遅れそうになり道を急ぐミニーが現れ、ミッキーはミニーを乗せ車をスタートさせる。渋滞の道を離れ快適なドライブだったが、突然後部のタイヤがパンクしてしまった。タイヤに応急処置を施し空気入れやブタでタイヤに空気を入れようとするがうまくいかず、ミッキーは困り果てる。そこに怪しい発明家が現れ、「このオイルを車に使うと古い車が新品になる」と主張し、ミッキーに有無を言わせず発明家はタクシーにオイルを注ぎ込む。間もなくタクシーは怪しい挙動を始め、ミニーを乗せたままタクシーは暴走し始めてしまった。

## スタッフ
- 製作総指揮：ウォルト・ディズニー[1]
- 製作：ジョン・サザーランド[1]
- 監督：バート・ジレット[1][2]
- 作画：デイヴィッド・ハンド[1][2]、レス・クラーク、トム・パーマー、ベン・シャープスティーン、ディック・ランディー、ジャック・キング、ジョニー・キャノン、ノーム・ファーガソン、フレンチ・デ・トレモーダン[1]

## 登場キャラクター
- ミッキーマウス（声：ウォルト・ディズニー）
- ミニーマウス（声：マーセリット・ガーナー）

## 日本での公開

### 収録
- 『ミッキーマウス／B&Wエピソード Vol.2 限定保存版』（DVD、ブエナ・ビスタ・ホーム・エンターテイメント）